# Morti nel 1265
| Questa pagina contiene informazioni ricavate automaticamente dalle voci biografiche con l'ausilio del template Bio e di un bot. L'aggiornamento è periodico e automatico e ricostruisce completamente la pagina. Se manca una persona in questa lista, sei pregato di non aggiungerla, ma accertati piuttosto che la sua voce biografica contenga il template Bio e che i dati anagrafici siano correttamente compilati. Se il template Bio manca, inseriscilo tu stesso o, in alternativa, metti l'avviso {{tmp\|Bio}} che ne segnala la mancanza. Se i dati riportati sono sbagliati, correggi direttamente la voce biografica; le modifiche saranno visibili in questa lista entro pochi giorni. Per chiarimenti vedi il progetto biografie. La lista contiene solo le 31 persone che sono citate nell'enciclopedia e per le quali è stato implementato correttamente il template Bio. Pagina aggiornata al 10 ago 2025. |

- 8 febbraio - Hulagu Khan, condottiero mongolo
- 24 febbraio - Ruggero IV di Foix, conte
- 25 febbraio - Ulrico di Württemberg, nobile tedesco (n. 1226)
- 18 aprile - Makkikha II, vescovo cristiano orientale siro
- 14 maggio - Egidio da Vouzela, teologo portoghese
- 15 maggio - Alberto I di Meclemburgo, principe (n. 1230)
- 16 maggio - Simone Stock, santo e religioso inglese (n. 1165)
- 29 maggio - Rodolfo di Ginevra, nobile
- 16 giugno - Doquz Khatun, principessa mongola
- 26 giugno - Anna di Boemia, nobile polacca (n. 1204)
- 4 agosto - Enrico di Montfort, nobile inglese (n. 1238)
- 4 agosto - Peter de Montfort, condottiero, diplomatico e nobile inglese
- 4 agosto - Simone V di Montfort, conte inglese (n. 1208)
- 24 settembre - Filippo della Torre, sovrano e politico italiano
- 11 novembre - Farinata degli Uberti, militare e politico italiano
- 24 novembre - Magnus III dell'Isola di Man, sovrano mannese
- 3 dicembre - Odofredo Denari, giurista italiano (n. 1200)
- Adelaide di Brabante, nobildonna
- Kiligi Arslan IV, sultano
- Peire Bremon Ricas Novas, trovatore francese (n. 1195)
- Henri II Clément, militare francese
- Bernabò Malaspina, nobile italiano
- John Maunsell, magistrato inglese
- Töregene Khatun, condottiera mongola
- Ugo di Ugurgeri, vescovo cattolico italiano
- Philippe de Rémi, francese (n. 1210)
- Smaragd di Caloccia, arcivescovo cattolico ungherese
- Martino di Campitello, religioso italiano
- Gotofredo I di Challant, nobile italiano
- Fujiwara no Nobuzane, poeta giapponese (n. 1176)
- Gofukakusa-in no Shōshō no naishi, poeta giapponese